# Lars
| Drenge- | Drenge-   | Pige- | Pige-    | Efter- | Efter-      |
| ------- | --------- | ----- | -------- | ------ | ----------- |
| 1       | Peter     | 1     | Anne     | 1      | Nielsen     |
| 2       | Michael   | 2     | Mette    | 2      | Jensen      |
| 3       | Lars      | 3     | Kirsten  | 3      | Hansen      |
| 4       | Jens      | 4     | Hanne    | 4      | Andersen    |
| 5       | Thomas    | 5     | Anna     | 5      | Pedersen    |
| 6       | Henrik    | 6     | Helle    | 6      | Christensen |
| 7       | Søren     | 7     | Maria    | 7      | Larsen      |
| 8       | Christian | 8     | Susanne  | 8      | Sørensen    |
| 9       | Martin    | 9     | Lene     | 9      | Rasmussen   |
| 10      | Jan       | 10    | Marianne | 10     | Jørgensen   |

Lars er et drengenavn, der er opstået som en kortform af helgennavnet Laurentius. Oprindeligt et udbredt romersk mandsnavn.
Laurentius (som pigenavn i formen Laurentia) betød "mand fra Laurentum" (en by lige syd for Roms havneby Ostia; fra gammelt af hovedstad på egnen Latium, og residensby for kong Latinus på den tid, da Æneas og hans følge ankom fra Troja ) eller "mand, der bærer en laurbærkrans" (afledet af latin laurus = laurbær ) - og dermed en sejrherre eller triumfator.
Hos etruskerne var Lars et drengenavn, uden at man kender betydningen på deres sprog. Mest kendt er kong Lars Porsenna, som ifølge romerske overleveringer belejrede Rom i 508 f.Kr i et forgæves forsøg på at bringe Tarquinius Superbus tilbage til magten i Rom,  hvor man i stedet for kongedømme havde oprettet en republik.
Tveje Merløse Kirke er viet til Skt. Laurentius, og navnet Lars kom dermed til at udgøre hele 9,45 % af sognets navnestof - næsten det dobbelte af forekomsten ellers. 
Navnedag: 10. august. 
Lars er et almindeligt drengenavn i Danmark.[kilde mangler]

## Varianter
Navnet Laurentius findes i mange forskellige former:[kilde mangler]
- Lars
- Lasse
- Lau
- Laus
- Laurent (fransk)
- Lorenzo (italiensk)
- Laurentius
- Laurens (nederlandsk, fransk)
- Laurenz
- Laurenzo (italiensk, spansk)
- Laurids
- Laurits
- Lauritz (dansk, tysk)
- Laurs
- Laust
- Лаврентий, Лаурентий (Lavrentij, russisk)
- Lawrence (engelsk)
- Lenz (tysk)
- Lorenz
- Wawrzyniec (polsk)

## Kendte som bærer navnet
- Lars Bo, dansk kunstner.
- Lars Bom, dansk skuespiller.
- Lars Brygmann, dansk skuespiller.
- Lars E. Christiansen, dansk journalist.
- Lars Saabye Christensen, norsk forfatter.
- Lars Elling, norsk billedmaler.[6]
- Lars Elstrup, dansk fodboldspiller.
- Lars P. Gammelgaard, dansk politiker.
- Lars Hertervig, norsk billedmaler.
- Lars Hjortshøj, dansk radiovært og standup-komiker.
- Lars Kolind, dansk forretningsmand.
- Lars Knutzon, dansk skuespiller og instruktør.
- Lars Larsen (Dyne Larsen), dansk forretningsmand.
- Lars Lilholt, dansk musiker.
- Lars Mikkelsen, dansk skuespiller.
- Lars Nordskov Nielsen, dansk professor.
- Lars Olsen, dansk fodboldspiller og -træner.
- Lars Løkke Rasmussen, dansk politiker og minister.
- Lars Thiesgaard, dansk skuespiller og tegnefilmsdubber.
- Lars von Trier, dansk filminstruktør.
- Laurits Tørnæs, dansk politiker.
- Lars Ulrich, dansk musiker (Metallica).

## Andre anvendelser
- Lauritz.com er navnet på et online auktionshus opkaldt efter Lauritz Christensen, stifteren af auktionshuset.
- Spildte Guds ord på Balle-Lars er et fyndord, der stammer fra en bog fra det 19. århundrede.